# حول المخروطانيات والكروانيات

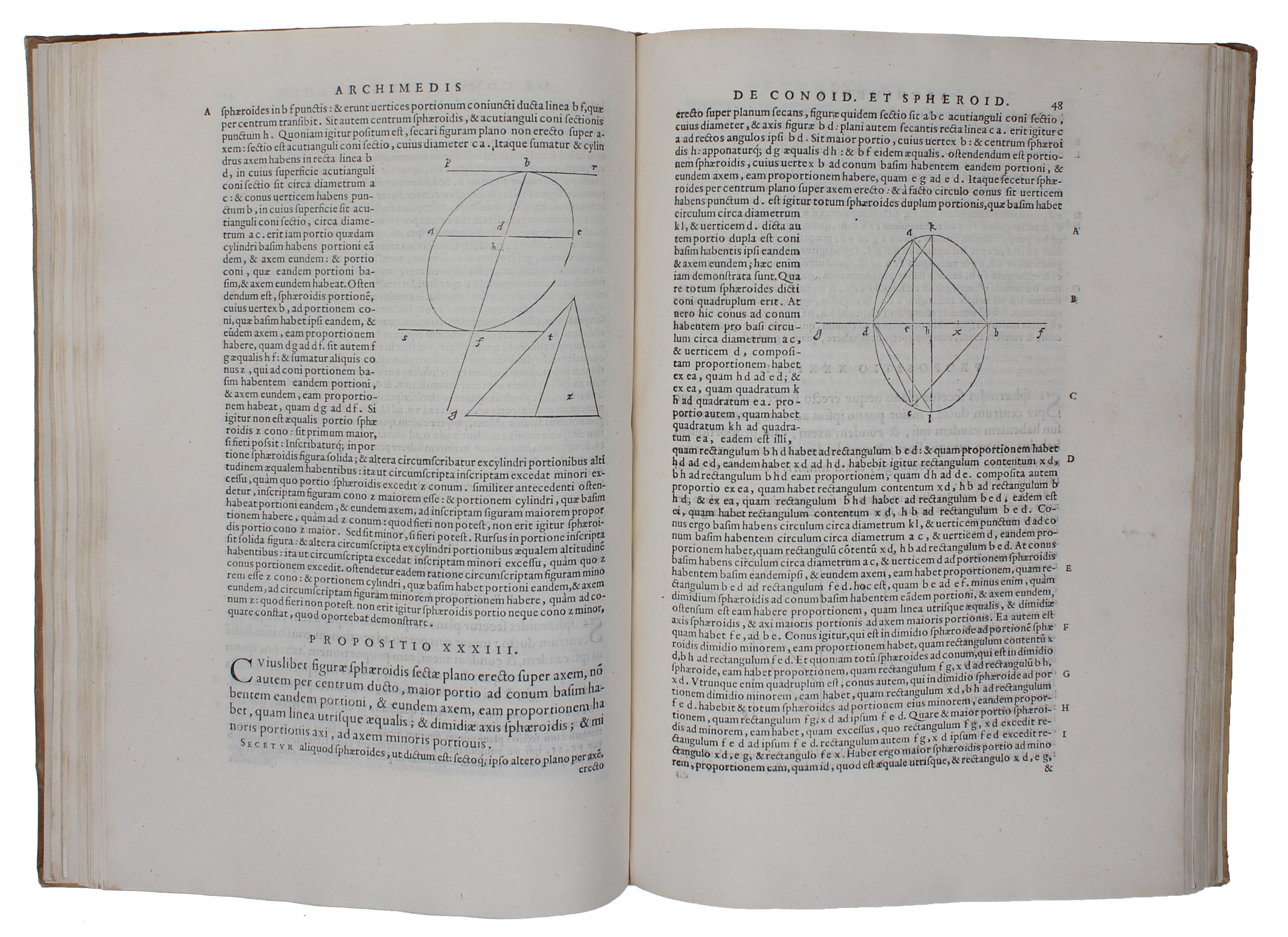
صفحة من كتاب أرخميدس حول المخروطانيات والكروانيات

حول المخروطانيات والكروانيات (بالإغريقية: Περὶ κωνοειδέων καὶ σφαιροειδέων)‏ من مؤلفات أرخميدس ( ق. 287 قبل الميلاد - ق. 212 قبل الميلاد) الباقية، وفيه 32 برهانا، وعرض لخصائص ونظريات عن الأشكال المصمتة الناتجة عن دوران المقاطع المخروطية حول محاورها، بما في ذلك القطع المكافئ، القطع الزائد،المخروطاني، والكرواني.
النتيجة الرئيسية للكتاب هي مقارنة حجم أي شكل قطعه مستوى بحجم مخروط له نفس القاعدة والمحور.
أهدى أرخميدس هذا الكتاب لـ دوسيثيوس البيلوزي (Dositheus of Pelusium).